# Slagklocka

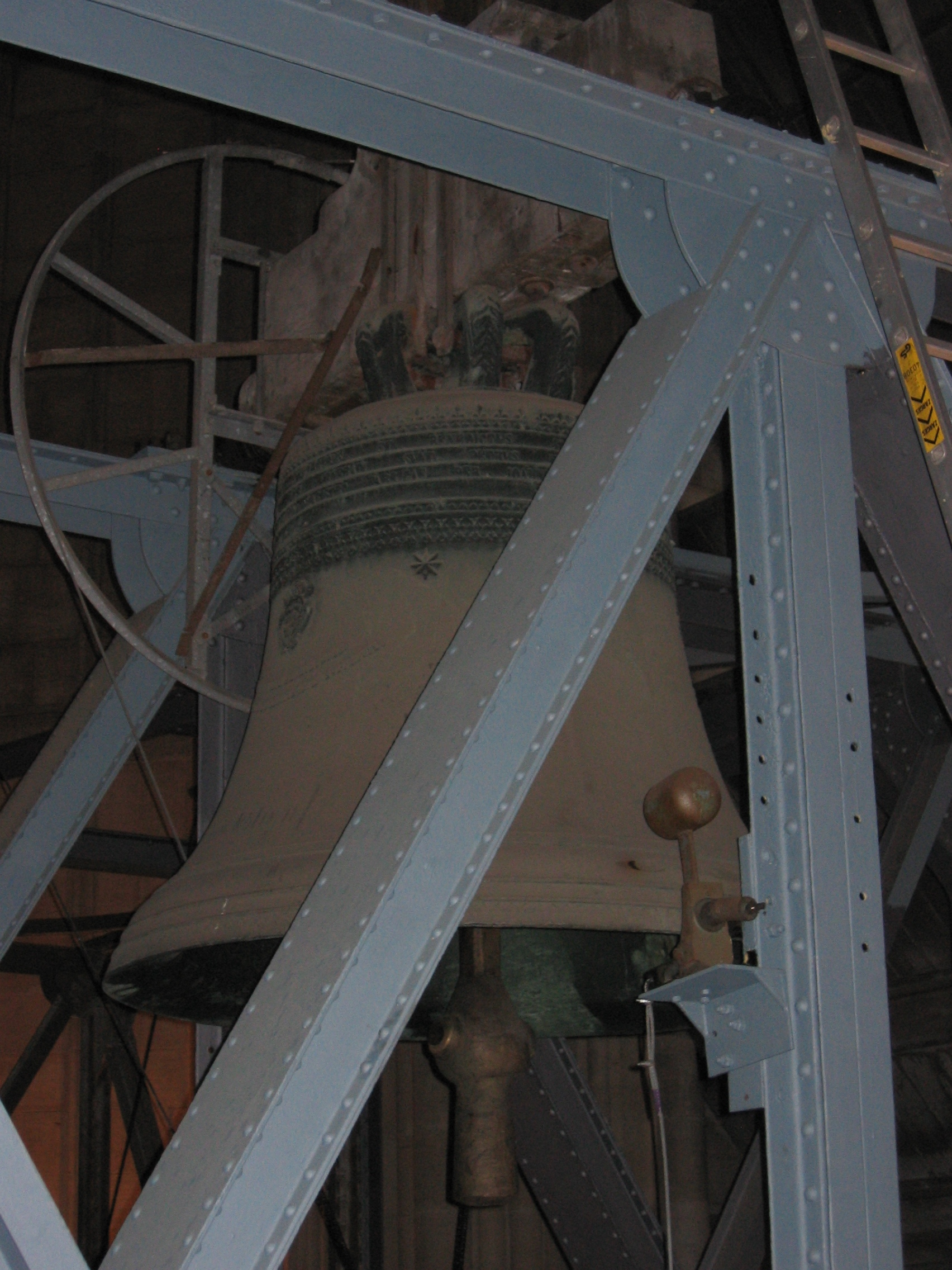
Kyrkklockan Dreikönigenglocke i Kölnerdomen. Här syns vid klockan en hammare, som är kopplad till ett ur

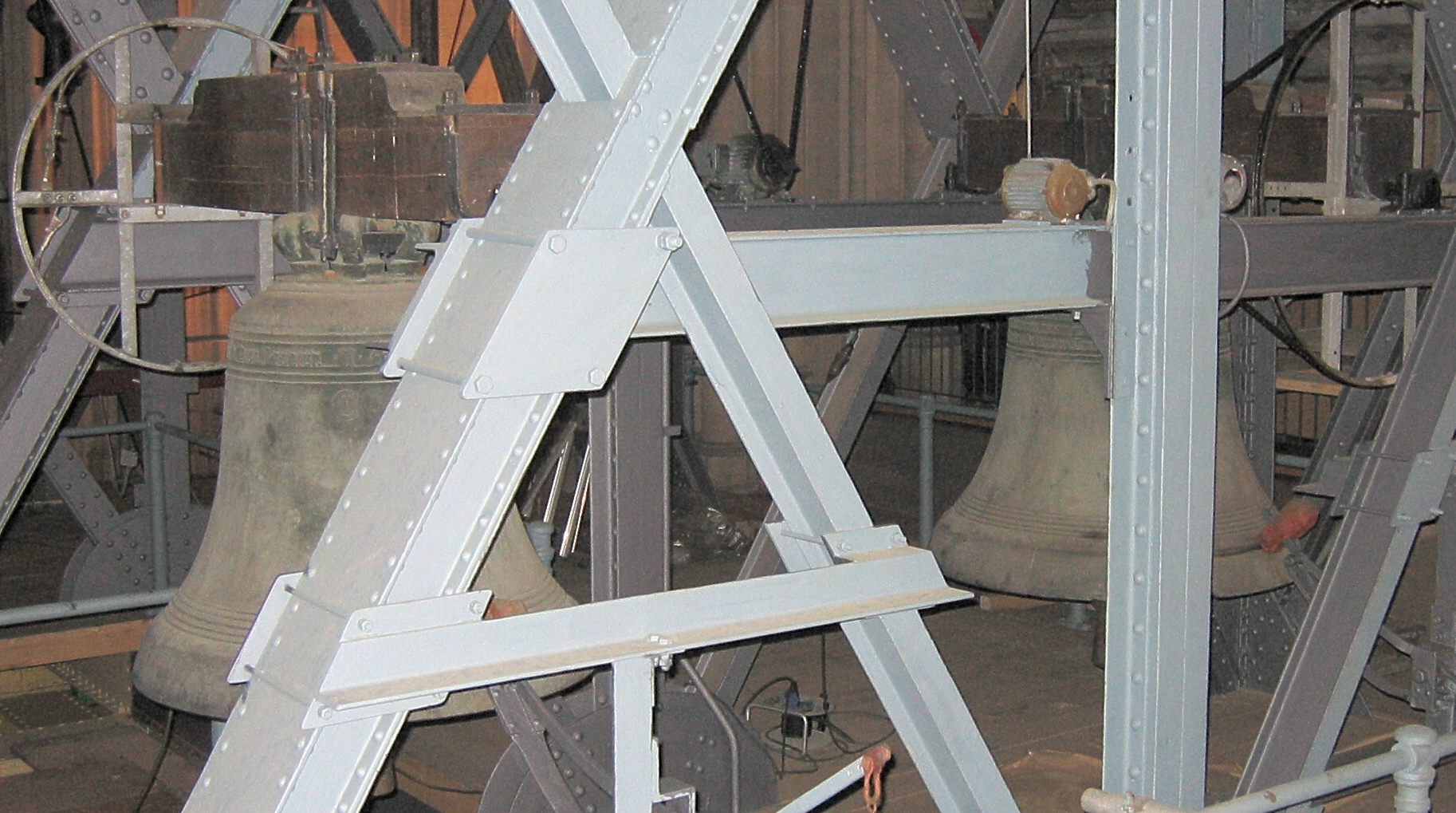
Också vid den mindre klockan på denna bild, Aveglocke (i Kölnerdomen), syns en hammare

Slagklocka är en klocka på vilken en hammare slår för att markera tiden och slagklockan ingår sålunda i ett tornur, med eller utan urtavla. De kan finnas både i kyrktorn och i andra torn och byggnader, såsom rådhus, stadshus, universitet, vissa monumentala kontor etc. Slagklockor som används för att markera timmarna kallas även timklocka och slagklockor som används för att markera kvartar kallas kvartsklocka.
Slagklockan har liksom tornuret sin historiska bakgrund i klostren, där böner och munkars och nunnors dagliga arbete reglerades genom fasta tider. Det spred sig sedan vidare till vanliga kyrkor och till andra offentliga byggnader. Kyrkklockan har också sin historiska bakgrund i klostren i södra Italien (se Kyrkklockans historia) eftersom munkarna som arbetade på fälten behövde sammankallas vid regelbundna böner etc.
I vissa kyrkor kan kyrkklockor användas både som slagklockor för tornuret och traditionellt för klockringning, det senare innebär svängning av hela klockan med kläpp. Det gäller till exempel i Kölnerdomen, där två av kyrkklockorna både kan ringas och också används som slagklockor.
En av de kändaste slagklockorna i världen är Big Ben i London. I Sverige är den större timklockan och de övriga slagklockorna i Stockholms stadshus kända slagklockor. De spelar bland annat Sankt Örjansvisan (denna visa spelas vanligen vid heltimme) och timslagen med den stora klockan hörs varje dag klockan 12 i radio.